# Liste des titres musicaux numéro un au Royaume-Uni en 1971
Cette page liste les titres classés no 1 des ventes de disques au Royaume-Uni pour l'année 1971 selon The Official Charts Company.
Les classements hebdomadaires sont issus des UK Singles Chart et UK Albums Chart.

## Classement des singles
| №  | Date         | Artiste                      | Titre                                   | Référence |
| -- | ------------ | ---------------------------- | --------------------------------------- | --------- |
| 1  | 3 janvier    | Clive Dunn                   | Grandad                                 |           |
| 2  | 10 janvier   | Clive Dunn                   | Grandad                                 |           |
| 3  | 17 janvier   | Clive Dunn                   | Grandad                                 |           |
| 4  | 24 janvier   | George Harrison              | My Sweet Lord                           |           |
| 5  | 31 janvier   | George Harrison              | My Sweet Lord                           |           |
| 6  | 7 février    | George Harrison              | My Sweet Lord                           |           |
| 7  | 14 février   | George Harrison              | My Sweet Lord                           |           |
| 8  | 21 février   | George Harrison              | My Sweet Lord                           |           |
| 9  | 28 février   | Mungo Jerry                  | Baby Jump                               |           |
| 10 | 7 mars       | Mungo Jerry                  | Baby Jump                               |           |
| 11 | 14 mars      | T. Rex                       | Hot Love                                |           |
| 12 | 21 mars      | T. Rex                       | Hot Love                                |           |
| 13 | 28 mars      | T. Rex                       | Hot Love                                |           |
| 14 | 4 avril      | T. Rex                       | Hot Love                                |           |
| 15 | 11 avril     | T. Rex                       | Hot Love                                |           |
| 16 | 18 avril     | T. Rex                       | Hot Love                                |           |
| 17 | 25 avril     | Dave and Ansell Collins (en) | Double Barrel                           |           |
| 18 | 2 mai        | Dave and Ansell Collins (en) | Double Barrel                           |           |
| 19 | 9 mai        | Tony Orlando and Dawn (en)   | Knock Three Times                       |           |
| 20 | 16 mai       | Tony Orlando and Dawn (en)   | Knock Three Times                       |           |
| 21 | 23 mai       | Tony Orlando and Dawn (en)   | Knock Three Times                       |           |
| 22 | 30 mai       | Tony Orlando and Dawn (en)   | Knock Three Times                       |           |
| 23 | 6 juin       | Tony Orlando and Dawn (en)   | Knock Three Times                       |           |
| 24 | 13 juin      | Middle of the Road           | Chirpy Chirpy Cheep Cheep               |           |
| 25 | 20 juin      | Middle of the Road           | Chirpy Chirpy Cheep Cheep               |           |
| 26 | 27 juin      | Middle of the Road           | Chirpy Chirpy Cheep Cheep               |           |
| 27 | 4 juillet    | Middle of the Road           | Chirpy Chirpy Cheep Cheep               |           |
| 28 | 11 juillet   | Middle of the Road           | Chirpy Chirpy Cheep Cheep               |           |
| 29 | 18 juillet   | T.Rex                        | Get It On                               |           |
| 30 | 25 juillet   | T.Rex                        | Get It On                               |           |
| 31 | 1er août     | T.Rex                        | Get It On                               |           |
| 32 | 8 août       | T.Rex                        | Get It On                               |           |
| 33 | 15 août      | Diana Ross                   | I'm Still Waiting                       |           |
| 34 | 22 août      | Diana Ross                   | I'm Still Waiting                       |           |
| 35 | 29 août      | Diana Ross                   | I'm Still Waiting                       |           |
| 36 | 5 septembre  | Diana Ross                   | I'm Still Waiting                       |           |
| 37 | 12 septembre | The Tams (en)                | Hey Girl Don't Bother Me                |           |
| 38 | 19 septembre | The Tams (en)                | Hey Girl Don't Bother Me                |           |
| 39 | 26 septembre | The Tams (en)                | Hey Girl Don't Bother Me                |           |
| 40 | 3 octobre    | Rod Stewart                  | Reason to Believe (en) / Maggie May     |           |
| 41 | 10 octobre   | Rod Stewart                  | Reason to Believe (en) / Maggie May     |           |
| 42 | 17 octobre   | Rod Stewart                  | Reason to Believe (en) / Maggie May     |           |
| 43 | 24 octobre   | Rod Stewart                  | Reason to Believe (en) / Maggie May     |           |
| 44 | 31 octobre   | Rod Stewart                  | Reason to Believe (en) / Maggie May     |           |
| 45 | 7 novembre   | Slade                        | Coz I Luv You                           |           |
| 46 | 14 novembre  | Slade                        | Coz I Luv You                           |           |
| 47 | 21 novembre  | Slade                        | Coz I Luv You                           |           |
| 48 | 28 novembre  | Slade                        | Coz I Luv You                           |           |
| 49 | 5 décembre   | Benny Hill                   | Ernie (The Fastest Milkman in the West) |           |
| 50 | 12 décembre  | Benny Hill                   | Ernie (The Fastest Milkman in the West) |           |
| 51 | 19 décembre  | Benny Hill                   | Ernie (The Fastest Milkman in the West) |           |
| 52 | 26 décembre  | Benny Hill                   | Ernie (The Fastest Milkman in the West) |           |

## Classement des albums
| №  | Date         | Artiste                  | Titre                          | Référence |
| -- | ------------ | ------------------------ | ------------------------------ | --------- |
| 1  | 3 janvier    | Andy Williams            | Andy Williams' Greatest Hits   |           |
| 2  | 10 janvier   | Simon and Garfunkel      | Bridge over Troubled Water     |           |
| 3  | 17 janvier   | Simon and Garfunkel      | Bridge over Troubled Water     |           |
| 4  | 24 janvier   | Simon and Garfunkel      | Bridge over Troubled Water     |           |
| 5  | 31 janvier   | George Harrison          | All Things Must Pass           |           |
| 6  | 7 février    | George Harrison          | All Things Must Pass           |           |
| 7  | 14 février   | George Harrison          | All Things Must Pass           |           |
| 8  | 21 février   | George Harrison          | All Things Must Pass           |           |
| 9  | 28 février   | George Harrison          | All Things Must Pass           |           |
| 10 | 7 mars       | George Harrison          | All Things Must Pass           |           |
| 11 | 14 mars      | George Harrison          | All Things Must Pass           |           |
| 12 | 21 mars      | George Harrison          | All Things Must Pass           |           |
| 13 | 28 mars      | Andy Williams            | Home Lovin' Man                |           |
| 14 | 4 avril      | Andy Williams            | Home Lovin' Man                |           |
| 15 | 11 avril     | Compilation              | Motown Chartbusters Volume 5   |           |
| 16 | 18 avril     | Compilation              | Motown Chartbusters Volume 5   |           |
| 17 | 25 avril     | Compilation              | Motown Chartbusters Volume 5   |           |
| 18 | 2 mai        | The Rolling Stones       | Sticky Fingers                 |           |
| 19 | 9 mai        | The Rolling Stones       | Sticky Fingers                 |           |
| 20 | 16 mai       | The Rolling Stones       | Sticky Fingers                 |           |
| 21 | 23 mai       | The Rolling Stones       | Sticky Fingers                 |           |
| 22 | 30 mai       | Paul & Linda McCartney   | Ram                            |           |
| 23 | 6 juin       | Paul & Linda McCartney   | Ram                            |           |
| 24 | 13 juin      | The Rolling Stones       | Sticky Fingers                 |           |
| 25 | 20 juin      | Emerson, Lake and Palmer | Tarkus                         |           |
| 26 | 27 juin      | Simon and Garfunkel      | Bridge over Troubled Water     |           |
| 27 | 4 juillet    | Simon and Garfunkel      | Bridge over Troubled Water     |           |
| 28 | 11 juillet   | Simon and Garfunkel      | Bridge over Troubled Water     |           |
| 29 | 18 juillet   | Simon and Garfunkel      | Bridge over Troubled Water     |           |
| 30 | 25 juillet   | Simon and Garfunkel      | Bridge over Troubled Water     |           |
| 31 | 1er août     | Compilation              | Hot Hits 6                     |           |
| 32 | 8 août       | The Moody Blues          | Every Good Boy Deserves Favour |           |
| 33 | 15 août      | Compilation              | Top of the Pops, Volume 18     |           |
| 34 | 22 août      | Compilation              | Top of the Pops, Volume 18     |           |
| 35 | 29 août      | Compilation              | Top of the Pops, Volume 18     |           |
| 36 | 5 septembre  | Simon and Garfunkel      | Bridge over Troubled Water     |           |
| 37 | 12 septembre | The Who                  | Who's Next                     |           |
| 38 | 19 septembre | Deep Purple              | Fireball                       |           |
| 39 | 26 septembre | Rod Stewart              | Every Picture Tells a Story    |           |
| 40 | 3 octobre    | Rod Stewart              | Every Picture Tells a Story    |           |
| 41 | 10 octobre   | Rod Stewart              | Every Picture Tells a Story    |           |
| 42 | 17 octobre   | Rod Stewart              | Every Picture Tells a Story    |           |
| 43 | 24 octobre   | John Lennon              | Imagine                        |           |
| 44 | 31 octobre   | John Lennon              | Imagine                        |           |
| 45 | 7 novembre   | Rod Stewart              | Every Picture Tells a Story    |           |
| 46 | 14 novembre  | Rod Stewart              | Every Picture Tells a Story    |           |
| 47 | 21 novembre  | Compilation              | Top of the Pops, Volume 20     |           |
| 48 | 28 novembre  | Led Zeppelin             | Led Zeppelin IV                |           |
| 49 | 5 décembre   | Led Zeppelin             | Led Zeppelin IV                |           |
| 50 | 12 décembre  | T. Rex                   | Electric Warrior               |           |
| 51 | 19 décembre  | T. Rex                   | Electric Warrior               |           |
| 52 | 26 décembre  | T. Rex                   | Electric Warrior               |           |

## Meilleures ventes de l'année
| Singles | Albums |
| --- | --- |
| 1. George Harrison – My Sweet Lord 2. Rod Stewart - Reason to Believe / Maggie May 3. Middle of the Road – Chirpy Chirpy Cheep Cheep 4. Tony Orlando and Dawn - Knock Three Times 5. T. Rex - Hot Love 6. The Mixtures (en) - The Pushbike Song 7. The New Seekers - Never Ending Song of Love 8. Diana Ross - I'm Still Waiting 9. T. Rex - Get It On 10. The Tams - Hey Girl Don't Bother Me | 1. Simon and Garfunkel – Bridge over Troubled Water 2. Rod Stewart - Every Picture Tells a Story 3. The Rolling Stones - Sticky Fingers 4. T. Rex - Electric Warrior 5. Compilation - Motown Chartbusters Volume 5 6. James Taylor - Mud Slide Slim and the Blue Horizon 7. The Moody Blues - Every Good Boy Deserves Favour 8. Andy Williams - Andy Williams' Greatest Hits 9. Paul & Linda McCartney - Ram 10. Carole King - Tapestry |